# Stenopterapion intermedium
Stenopterapion intermedium – gatunek chrząszcza z rodziny pędrusiowatych i podrodziny Apioninae. Zamieszkuje palearktyczną Eurazję. Żeruje na sparcetach.

## Taksonomia
Gatunek ten opisany został po raz pierwszy w 1875 roku przez Eduarda Eppelsheima pod nazwą Apion intermedium.

## Morfologia
Chrząszcz o ciele długości od 2 do 2,4 mm, wydłużonym, ubarwionym czarno, czasem z lekkim połyskiem stalowym lub spiżowym, zwłaszcza na pokrywach. Na wierzchu ciała oskórek jest stosunkowo gęsto porośnięty długimi włoskami.
Głowa ma szerokość większą niż długość. Na czole obecny jest tylko jeden pośrodkowy rowek nagi i niepunktowany, pozostałe rowki czoła są punktowane i owłosione. Na ciemieniu punktowanie jest gęste, rozciąga się w tył poza tylne krawędzie oczu na dystans wynoszący połowę średnicy oka i tam jest ostro odgraniczone od gładkiej powierzchni stawowej głowy. Ryjek samca jest niemal tak długi jak głowa i przedplecze razem wzięte, prawie walcowaty, niemal do wierzchołka owłosiony i gęsto punktowany. Ryjek samicy jest wyraźnie dłuższy niż głowa i przedplecze razem wzięte, idealnie walcowaty, cieńszy i znacznie silniej zakrzywiony oraz skąpiej punktowany niż u płci przeciwnej.
Przedplecze w obrysie jest na boki dość wyraźnie rozszerzone i trochę sześcioboczne. Głębokie, gęste, grube punkty na jego powierzchni dzielą głównie dystanse znacznie mniejsze od ich średnic. Co najmniej półtorakrotnie dłuższe niż razem szerokie pokrywy są mocno połyskujące, pozbawione szczecinek wyspecjalizowanych.

## Ekologia i występowanie
Owad preferujący stanowiska suche i ciepłe, zwłaszcza o wapiennym podłożu. Zarówno larwy, jak i postacie dorosłe są monofagicznymi fitofagami żerującymi na sparcetach. Notowane są ze sparcety piaskowej i siewnej. Endofagiczna larwa żeruje, drążąc korytarze w białym rdzeniu łodygi. Tam też następuje jej przepoczwarczenie.
Gatunek palearktyczny. W Europie znany jest z Hiszpanii, Wielkiej Brytanii, Francji, Luksemburga, Niemiec, Szwajcarii, Austrii, Włoch, Polski, Czech, Słowacji, Węgier, Ukrainy, Chorwacji, Bułgarii oraz europejskiej części Rosji, a w Azji z syberyjskiej części Rosji, Gruzji, Armenii, Azerbejdżanu, anatolijskiej części Turcji, Kazachstanu i Iranu. W Polsce występuje głównie w południowo-wschodniej części kraju.